# Karol Kulisz
Karol Kulisz (12. června 1873 Děhylov – 8. května 1940 Buchenwald) byl evangelický teolog, kazatel a probuzenecký pracovník na Těšínsku.
Po absolvování německého gymnázia v Těšíně studoval bohosloví ve Vídni a v Erlangenu. Byl činný ve sdružení YMCA.
Od roku 1899 do roku 1919 působil jako vikář a posléze farář v evangelickém sboru v Komorní Lhotce. Podporoval vznik malých společenství křesťanů, kde mohli hlouběji sdílet svou víru; byl jednou z klíčových postav probuzení zvaného Těšínský zázrak v prvním desetiletí 20. století na Těšínsku. Založil v Komorní Lhotce diakonický ústav Betezda. Spolupracoval s představiteli studentských misií (např. s W. J. Rosem).
Po rozdělení Těšínska pracoval v jeho polské části – v Polském Těšíně jako farář a senior slezských sborů v Polsku. V Děhylově pokračoval v diakonické činnosti, roku 1924 založil Polský evangelický diakonát.
Po obsazení Polska německým vojskem roku 1939 byl Kulisz jakožto prominentní polský intelektuál zatčen a odvezen do koncentračního tábora Buchenwald, kde zahynul mučednickou smrtí.
Karol Kulisz byl od r. 1900 ženat s Annou, roz. Macurovou. Jeho bratr Josef (1866–1941) byl kurátorem evangelického sboru ve Frýdku, bratr Johann (1856–1918) byl krátce farářem evangelického sboru v Jeseníku.